# Wanka Fútbol Club
Wanka FC fue un club de fútbol de Perú, del distrito de Sapallanga, provincia de Huancayo en el Departamento de Junín. Fue fundado el 23 de febrero de 2006.

## Historia
Wanka FC se fundó el 23 de febrero del 2006 en el distrito de Sapallanga ubicado a diez minutos al norte de Huancayo, allí juega la etapa distrital de la Copa Perú, tenía como presidente al Ing. Rubén Huzco Capacyachi, y como estadio oficial al Luis Abad de Sapallanga, tuvo en sus filas a grandes jugadores como José Luis Luque, Raúl Massoni, Gino Ísmodes, Omar Ramírez, Roberto Tristán, Edson Tristán, Roberto Miranda, Roberto Vidales, Juan Carlos Figueroa entre otros. 
En su primer año de participación en la Copa Perú 2006 avanzó hasta la etapa departamental donde fue eliminado por la Asociación Deportiva Tarma por 3-2 en partido extra jugado en el Estadio Monumental de Jauja. Su participación más importante la tuvo en el año 2008 donde fue campeón departamental de Junín, pero fue eliminado por el Alianza Universidad de Huánuco en definición por penales jugado en el Estadio Municipal de Chorrillos donde el equipo huanuqueño le ganó.

## Uniforme
- Uniforme titular: Camiseta verde fosforescente, pantalón negro, medias negras.
- Uniforme alternativo: Camiseta negra con franjas verdes, pantalón negro, medias negras.

## Palmarés

### Torneos regionales
- Liga Departamental de Junín (1):: 2008.
- Liga Provincial de Huancayo (2): 2006, 2008.
- Liga Distrital de Sapallanga (3) 2006, 2007, 2008.

- Datos: Q6166362